# Serie de Bertrand
Sean α y β dos números reales. Llamamos serie de Bertrand (en honor al matemático Joseph Bertrand) a la serie de términos reales positivos siguiente :

## Condición de convergencia

### Enunciado
| Teorema de Bertrand La serie de Bertrand asociada a α y β converge si y sólo si α > 1 o (α = 1 y β > 1). |

Esta condición necesaria y suficiente se resume en la expresión: (α, β) > (1, 1), donde el orden del par ordenado de reales es el orden alfabético (tomando primero α y, si α = 1, miramos β).

### Demostración por el criterio de comparación
La serie de Bertrand se comporta igual que la integral en +∞ de la función
(positiva en (1,+∞)),siempre y cuando {\displaystyle f} sea decreciente a partir de un cierto valor de {\displaystyle x}.
Cuando esta hipótesis (monotonía decreciente) no se cumple, es decir cuando α < 0 o (α = 0 y β < 0), tenemos una serie creciente a partir de un {\displaystyle x} y, por no cumplir la condición necesaria de convergencia es divergente.
Cuando se cumple, es decir cuando (α = 0 y β ≥ 0) o α > 0, la convergencia de la serie equivale a la integrabilidad en +∞ de la función anterior o, por cambio de variable {\displaystyle y=ln(x)}, de la función
- Si 1 – α < 0, esta función de {\displaystyle y} es integrable en +∞ ya que es está acotada por otra exponencial: {\displaystyle f\in O({\rm {e}}^{-\gamma y})} para todo γ ∈ ]0, α – 1[.

- Si α = 1, es integrable en +∞ si y sólo si β > 1.
- Si 1 – α > 0, no es integrable en +∞ pues tiende hacia +∞.